# Coroico

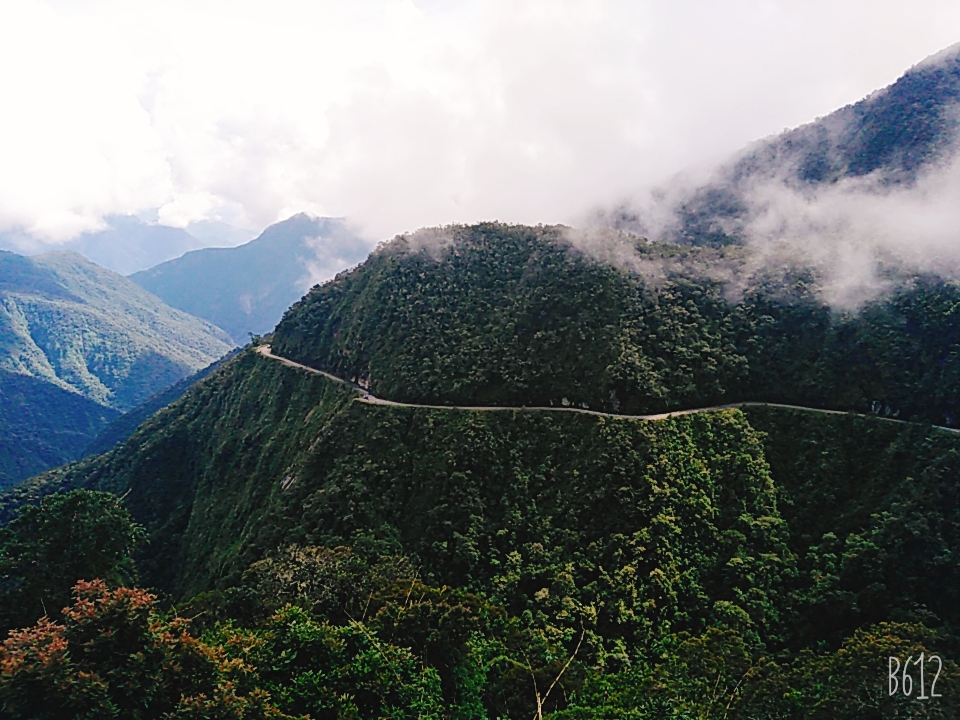
Camino de la muerte (Death Road), paisaje del camino al municipio de Coroico, Los Yungas, La Paz, Bolivia.

Coroico es una pequeña ciudad y municipio boliviano, capital de la provincia de Nor Yungas del departamento de La Paz. Se encuentra ubicada al noreste del departamento de La Paz, y al este de la cordillera Oriental de los Andes, en la región de los Yungas. Tiene una extensión de 1.088 km² y la localidad capital se encuentra a 97 km de la ciudad de La Paz, ingresando por la carretera troncal bioceánica que comunica al sector de los Yungas y al norte del país. Por sus suaves temperaturas es considerada una de las ciudades de eterna primavera.

## Historia
La ocupación de los Yungas en general y del municipio de Coroico en particular se remonta a épocas precolombinas, y se ha ido incrementando luego de la conquista española.

### La reforma agraria de 1953
La Reforma Agraria en Bolivia del año 1953 (Decreto Ley 3464 de 2 de agosto de 1953), dio a los campesinos la posibilidad de ser propietarios, títulos entregados en el gobierno del Movimiento Nacionalista Revolucionario (M.N.R.).
La reforma agraria trajo un cambio fundamental en la estructura de la tenencia de la tierra y en la estructura del poder local. Con la eliminación de los hacendados se consolidó el modo de producción familiar campesino, con propiedades individuales y la familia como núcleo básico de la comunidad.
Cada colono recibió la parte de tierra que usufructuaba en el sistema anterior, convirtiendo a los Yungas en una región de comunidades parcelarias y organizadas en sindicatos. Surgió así un campesino propietario de sus medios de producción. No cabe duda entonces que la Reforma Agraria en los Yungas fue el hecho más importante en la vida de los campesinos en los últimos siglos aunque no consiguió transformar radicalmente su situación.

## Geografía
El municipio de Coroico se ubica en la parte occidental de la provincia, en el centro-este del departamento de La Paz. Limita al noroeste y oeste con la provincia de Murillo, al noreste con la provincia de Caranavi, al sur con la provincia de Sud Yungas, y al este con municipio de Coripata.  
Está insertado en lo que se denomina Yungas, que según el mapa fisiográfico de Bolivia hace referencia a una región montañosa localizada entre 3.000 y 600 metros de altitud, siendo su característica principal la presencia de cuencas muy profundas y montañas de gran elevación con declives fuertemente inclinados, además del carácter abrupto de la subida a la cordillera, cuyos topes llegan hasta los 5.500 m s. n. m. Así, las altitudes reflejan una región con una topografía muy irregular, presentando pendientes fuertes y moderadas con cimas que van desde los 1.500 hasta los 3.000 metros sobre el nivel del mar.
En cuanto a recursos hídricos, aquí se originan las nacientes de los ríos que alimentan el Río Beni, afluente del  Río Madera, afluyente, a su vez del Río Amazonas. Los ríos de los Yungas forman parte de la cuenca Amazónica y sus caudales varían según el período seco o lluvioso. Se puede afirmar que los ríos son relativamente caudalosos, formados por el deshielo de las montañas de la cordillera andina.

### Pisos ecológicos
Bosque húmedo subtropical 
Ubicados a una altitud de 1.500 m s. n. m. y se identifica con Coroico por la existencia de tres meses efectivamente secos y ninguno muy húmedo. 
Bosque húmedo montano bajo subtropical 
Se diferencia del Bosque Húmedo Subtropical con la que colinda, por su baja eficiencia térmica y por sufrir temperaturas críticamente bajas que en ocasiones pueden llegar a escarchar durante las horas más frías. 
Las lluvias se prolongan todo el año y en lugares expuestos de colinas y cerros, las neblinas son frecuentes y densas, así como las nubes como ocurre en algunos sectores. 
Bosque muy húmedo montano bajo subtropical 
Ubicado en el sector de Pacallo. Donde existe una influencia en el desarrollo de especies vegetales y animales típicamente tropicales.

## Clima
Tomando como base una altitud media de 1.377 m s. n. m., que corresponde a la principal estación meteorológica, el comportamiento de las principales variables climáticas se describe a continuación:
Las precipitaciones pluviales ocurren a lo largo de todo el año, hay frecuente presencia de neblinas orográficas concentradas en las laderas superiores de las montañas durante gran parte del año que influyen en el bosque y causan procesos de condensación y captación de agua. 
Los límites de las precipitaciones medias mensuales son de 21 y 189 mm., siendo la precipitación media anual de 1.227 mm.
La temperatura media mensual varia entre 16,6 y 19,4 °C, no registrando variaciones significativas a lo largo del año, aunque en el invierno sea registrada una temperatura mínima media mensual críticamente baja y en el verano una temperatura máxima media mensual moderadamente más alta. La temperatura media anual es de 18,4 °C, siendo junio y julio los meses de menor temperatura, mientras que enero y febrero representan los meses más calurosos.

## Demografía
De acuerdo con el censo boliviano de 2024, la población del municipio de Coroico es de 27 531 habitantes.
La población del municipio casi se triplicó entre 1992 y 2024:
| Año  | Habitantes (municipio) | Habitantes (localidad) | Fuente |
| ---- | ---------------------- | ---------------------- | ------ |
| 1992 | 10.157                 | 1.660                  | Censo  |
| 2001 | 12.237                 | 2.197                  | Censo  |
| 2012 | 19.397                 | 2.319                  | Censo  |
| 2024 | 27.531                 |                        | Censo  |

El municipio se encontraba constituido por tres cantones hasta el 2009: Coroico, Pacallo y Mururata. Actualmente, el municipio alberga 104 comunidades campesinas, además de la ciudad de Coroico. Así, la población urbana está localizada principalmente en la ciudad de Coroico, pero también algunas comunidades cuentan con pequeñas áreas que concentran alguna población urbana. La población rural está distribuida en las diversas comunidades y de forma dispersa debido a las características propias de una sociedad dedicada a la producción agrícola.

## Educación
A 12 kilómetros de Coroico está ubicada la Unidad Académica Campesina-Carmen Pampa, que forma parte la Universidad Católica Boliviana San Pablo. La universidad fue fundada en 1993 para brindar la educación superior a la gente joven del área rural, ofrece las carreras de Ingeniería Agronómica, Enfermería, Medicina Veterinaria y Zootecnia, y Ciencias de la Educación a nivel licenciatura; y Turismo Rural a nivel técnico superior. también cuenta con la Universidad Pública de El Alto con la carrera de Lingüística e Idiomas, ubicada en la población de Cruz Loma fundada en 2011.

## Turismo

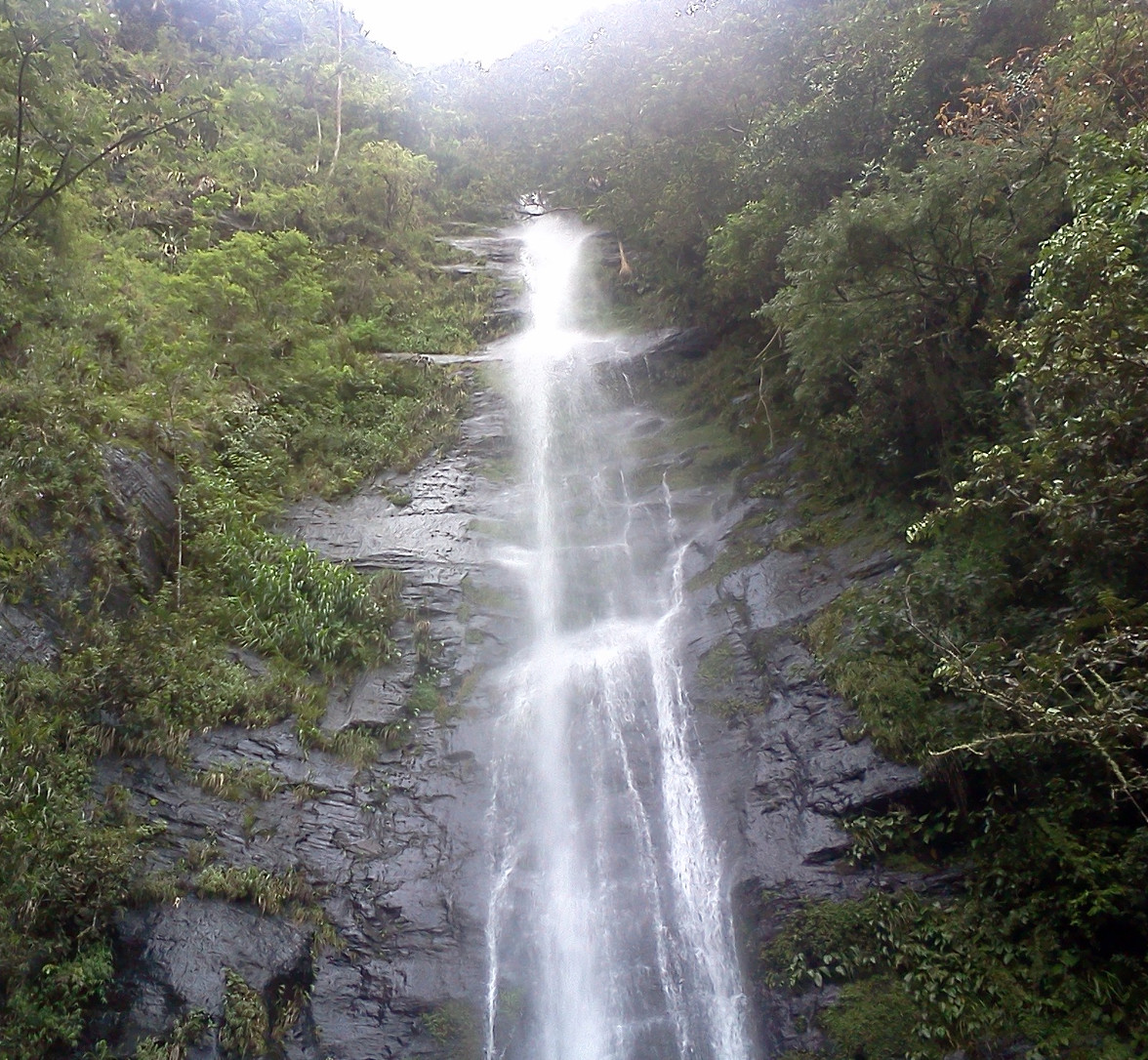
Tercera cascada "La Jalancha", cerca de Coroico. Una ruta visitada por turistas.

Las características climáticas de Coroico y su cercanía con la ciudad de La Paz, la convierten en uno de los destinos más visitados en Los Yungas. En el pueblo se encuentran todo tipo de servicios, entre ellos, hoteles de reparo, hoteles 5 estrellas y restaurantes con diversidad de platos, y se puede apreciar desde cualquier punto del pueblo las grandes montañas circundantes. 
Las agencias de turismo, taxis del pueblo y comunarios ofrecen normalmente servicios para ir a conocer los 3 vagantes que se encuentran a pocos minutos del pueblo en auto y a una hora de caminata estos ríos son el río Negro y el CoriWayko y las  famosas cascadas
Las actividades turísticas más desarrolladas en la población son: senderismo y el ciclismo. En los últimos años también se ha trabajado en posicionar al municipio como destino internacional de parapentismo, organizándose en 2019 por primera vez el Festival Internacional de Parapente Vuela Coroico, con duración de cuatro días.

## Símbolos

Apicultura en Coroico
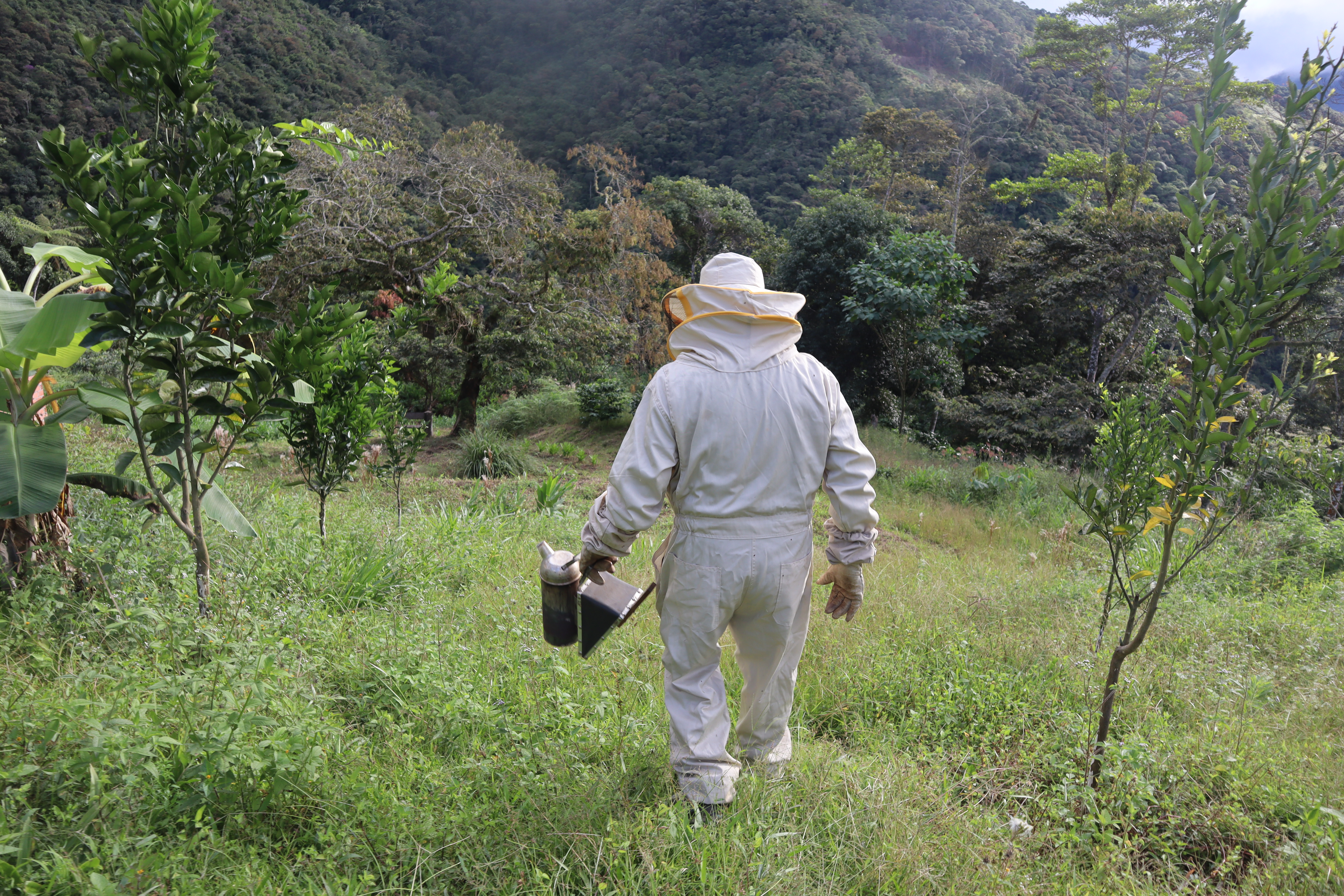
Apicultor en Coroico.
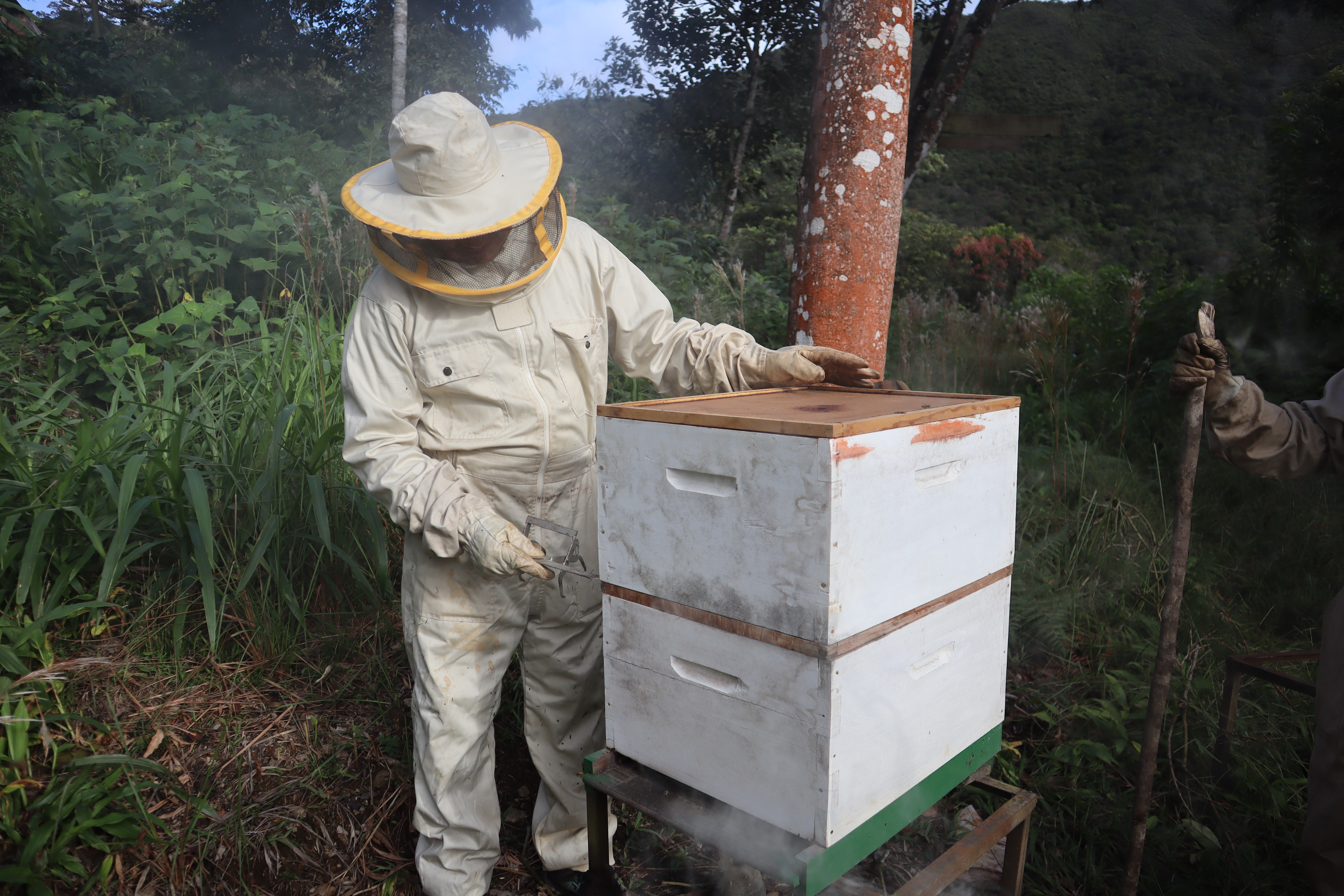
Recolección de miel.
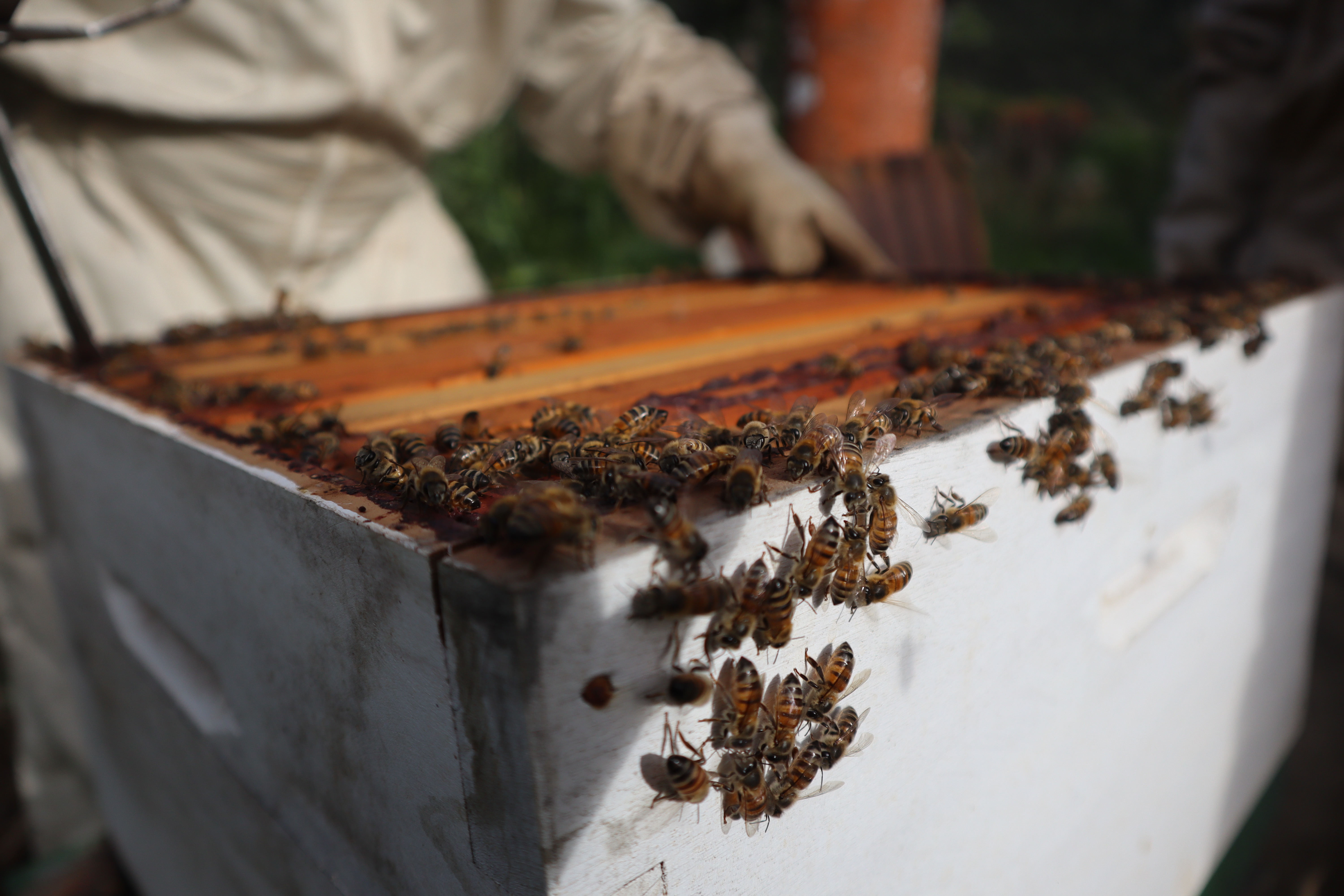
Panal con abejas.

El gobierno municipal constituye como símbolos del municipio los siguientes elementos:
- La bandera municipal
- El escudo de Coroico
- El himno del municipio de Coroico
- El ave tunki
- La hoja de coca

## Radios
- Radio Red Yungas
- Radio Coroico

## Galería
Fotos de diferentes ángulos de Coroico y sus alrededores.

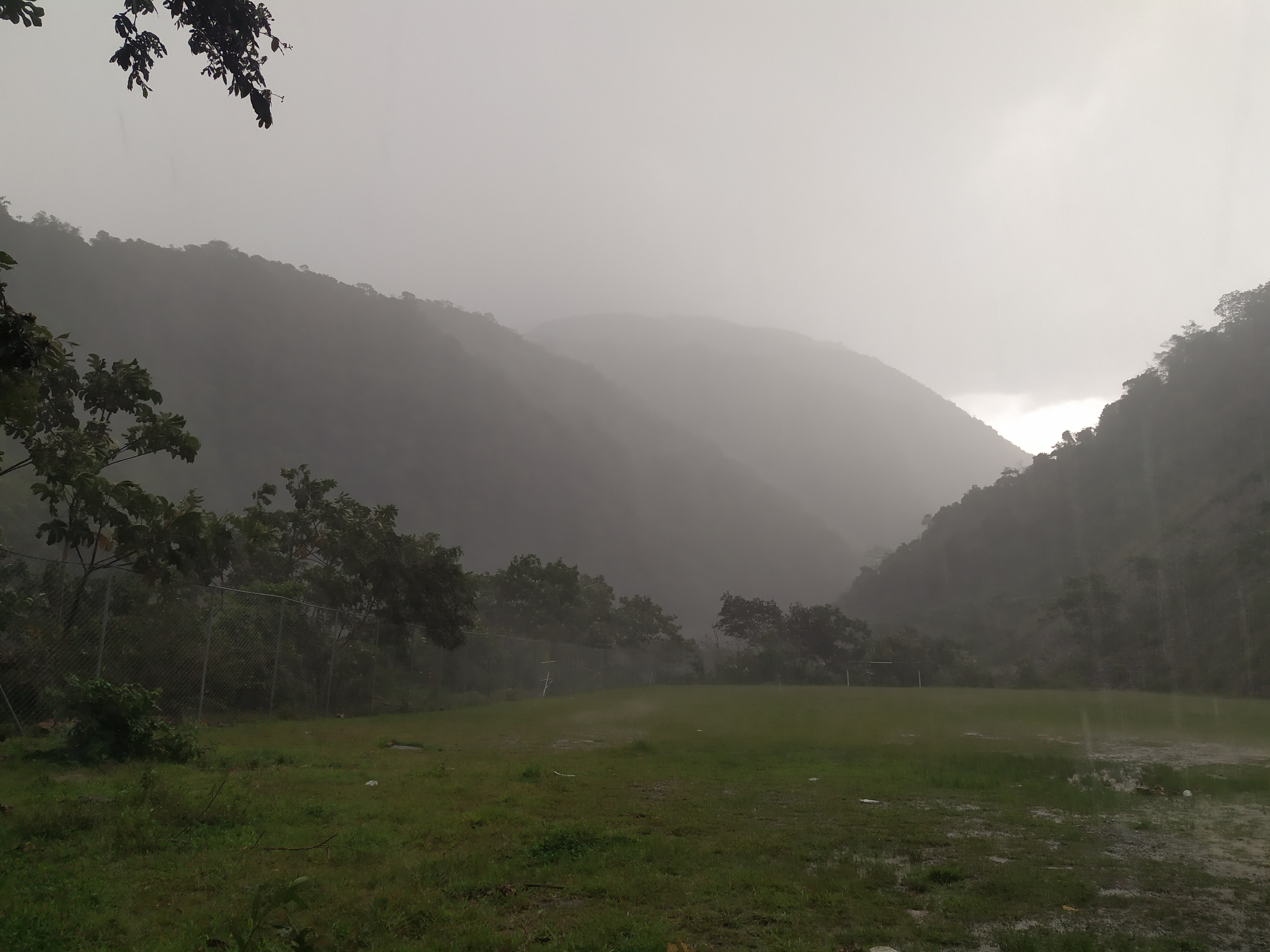
Cancha de la comunidad Quenallata, municipio de Coroico.
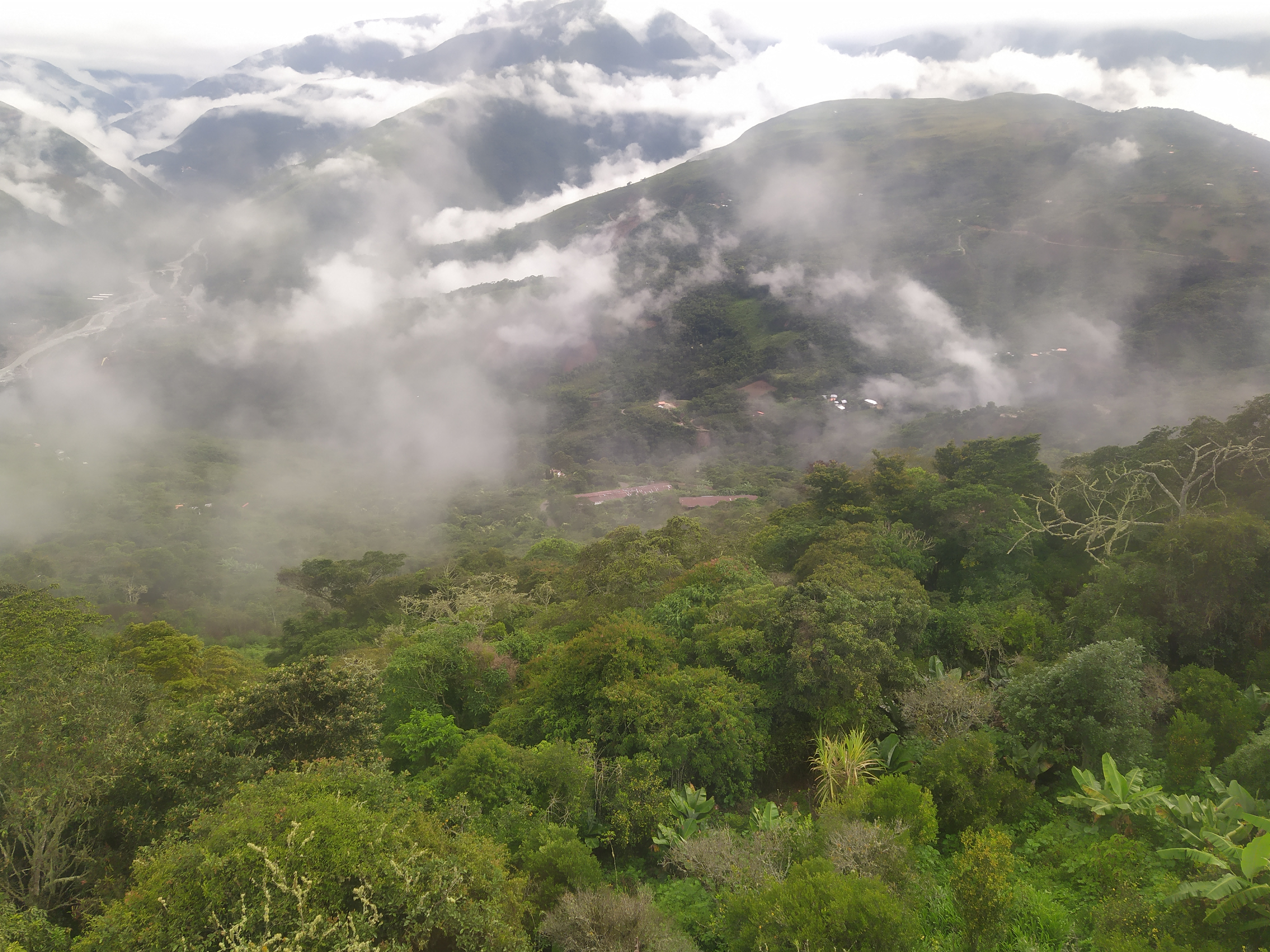
Vista desde el Hotel Buena vista en Coroico, urbano.
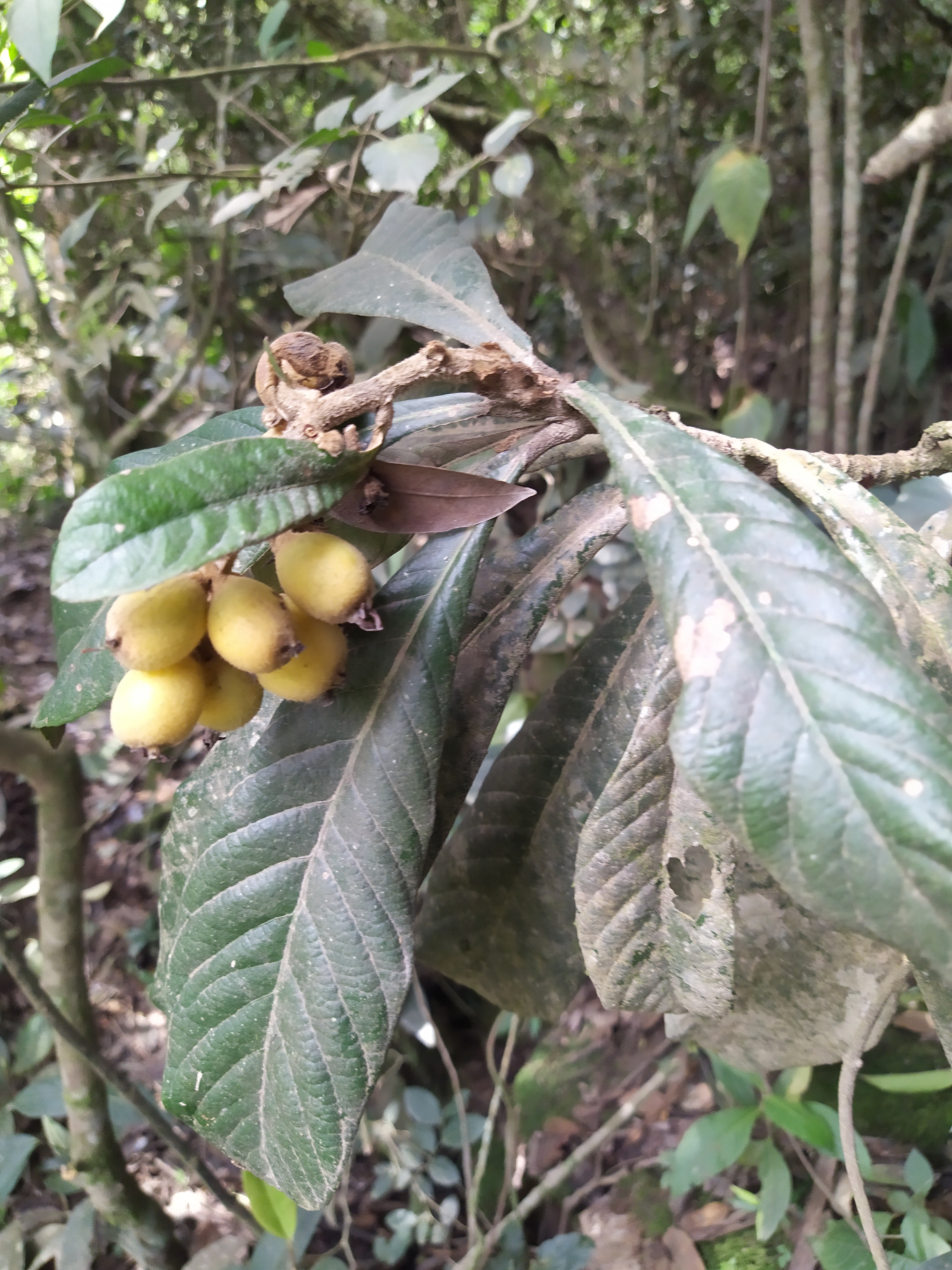
Níspero en árbol.
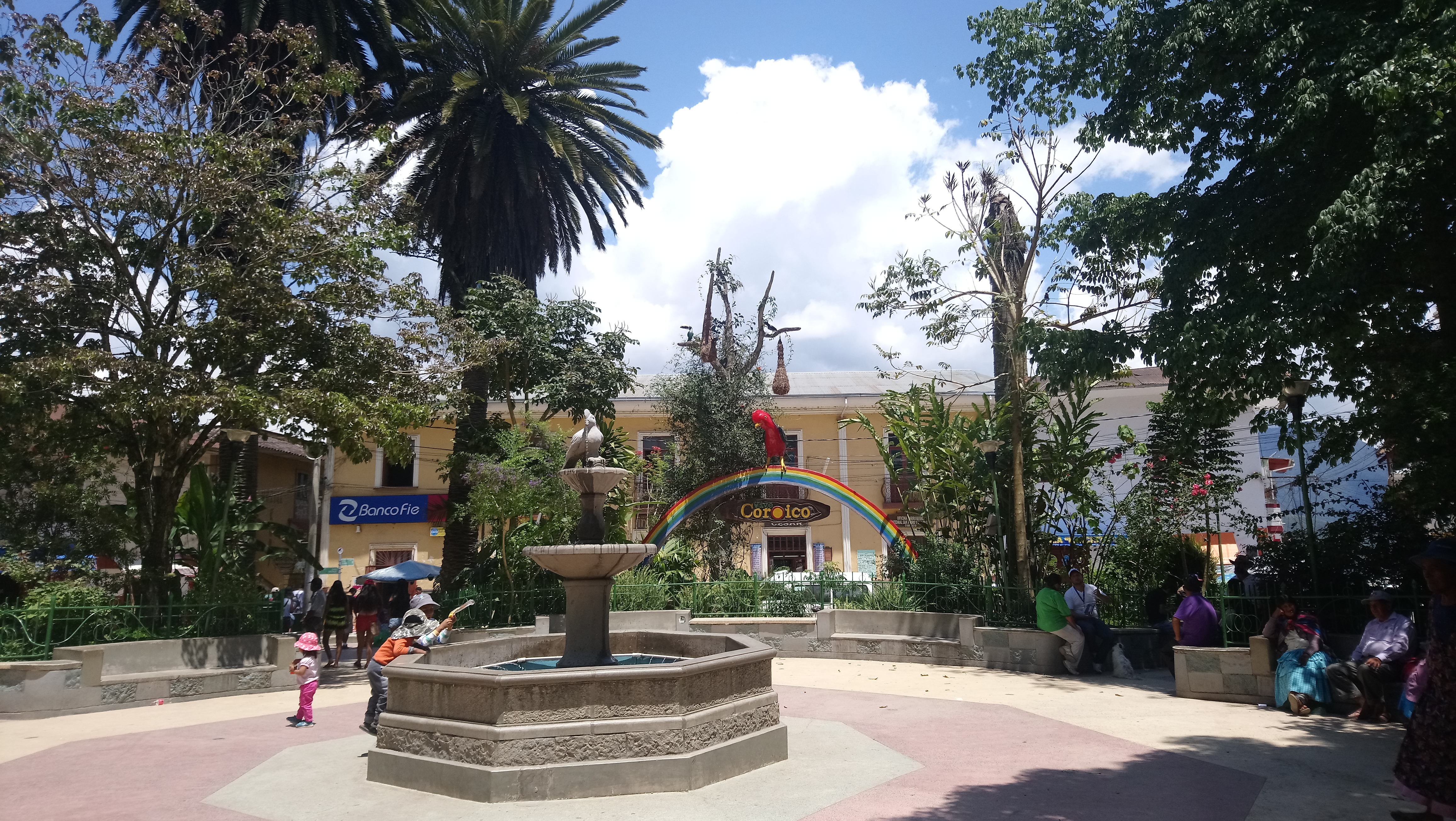
Plaza principal de Coroico.